# Filmfare Award/Lux New Face
Der Filmfare Lux New Face Award wurde vom Filmfare-Magazin von 1989 bis 1995 verliehen und war eine Preiskategorie der jährlichen Filmfare Awards für Hindi-Filme.
Liste der Preisträger und der Filme, für die sie gewonnen haben:
| Jahr | Preisträger    |
| ---- | -------------- |
| 1989 | Juhi Chawla    |
| 1990 | Bhagyashree    |
| 1991 | Pooja Bhatt    |
| 1992 | Raveena Tandon |
| 1993 | Divya Bharti   |
| 1994 | Mamta Kulkarni |
| 1995 | Sonali Bendre  |